# Tumba de Solimán Schah
La Tumba de Solimán Schah (en turco: Süleyman Şah Türbesi) es, según la tradición otomana, el sepulcro (tumba, mausoleo) que alberga las reliquias de Solimán Schah (c. 1178-1236), abuelo de Osmán I (m. 1323/4), fundador del Imperio otomano. Esta legendaria tumba ha tenido desde 1236 tres ubicaciones, todas en la actual Siria. Desde 1236 hasta 1973, su primera ubicación fue cerca del castillo Qal'at Ja'bar, en la actual gobernación de Al-Raqa, Siria.
Bajo el Tratado de Lausana (1923), que dividió el Imperio otomano en Turquía, Siria y otros estados, el sitio de la tumba en Qal'at Ja'bar siguió siendo propiedad de Turquía. En 1973, cuando el área alrededor del castillo Qal'at Ja'bar quedó bajo el lago al-Asad a causa de una inundación, la tumba se trasladó 85 kilómetros hacia el norte en el río Éufrates en Siria, a 27 kilómetros de la frontera turca, por acuerdo común entre ambos países.
A principios de 2015, durante la guerra civil siria, Turquía movió unilateralmente la tumba nuevamente a un nuevo sitio en Siria, a unos 180 metros de la frontera turca, 22 kilómetros al oeste de Kobane y justo al norte del pueblo sirio de Ashme, evacuando a aproximadamente 40 soldados turcos que custodiaban la tumba. El gobierno turco ha declarado que la reubicación es temporal, y que no constituye ningún cambio en el estado del sitio de la tumba.

## Muerte de Solimán Schah
Solimán Schah (c. 1178-1236) fue, según algunas pero no todas las genealogías otomanas, el abuelo de Osmán I (m. 1323/4), el fundador del Imperio otomano. Se cree que Solimán Schah se ahogó en el río Éufrates cerca del castillo Qal'at Ja'bar en la actual gobernación de Al-Raqa, Siria, y según la leyenda fue enterrado cerca de ese castillo, en una tumba.

## Situación legal de la tumba
El artículo 9 del Tratado de Ankara, firmado por Francia y Turquía en 1921, establece que la tumba de Solimán Schah (en su primera ubicación) «seguirá siendo, con sus pertenencias, propiedad de Turquía, quien podrá nombrar tutores y podrá izar la bandera turca allí». Al principio, una guarnición simbólica de once soldados turcos custodiaba la tumba.

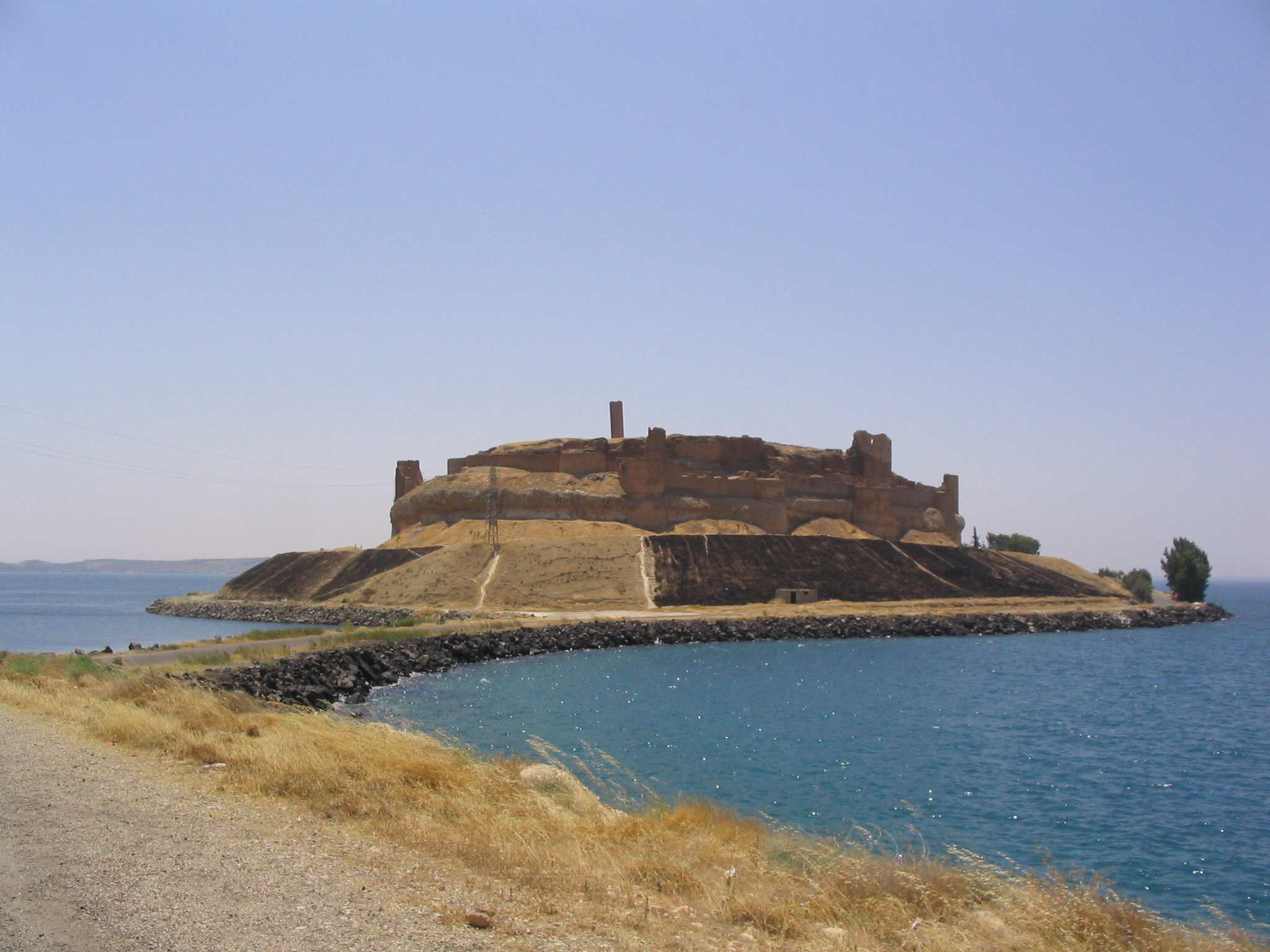
Castillo de Qal'at Ja'bar en Siria, rodeado desde 1973 por las aguas del lago al-Asad. Anteriormente, esta era una colina fortificada que dominaba el valle del Éufrates. Según la leyenda, Solimán Schah se ahogó en el Éufrates en 1236 cerca de este castillo, mismo lugar donde fue enterrado.

El Protocolo de 2003 entre la República de Turquía y la República Árabe Siria sobre la Tumba de Solimán Schah (en su segunda ubicación) otorgó a Turquía derechos de tránsito a la tumba a través del territorio sirio, con el fin de mantener y realizar reparaciones en la misma. Desde 2014, la posición oficial de Turquía parece ser que la tierra alrededor de la segunda ubicación (1973 - febrero de 2015) de la tumba es o fue territorio soberano de Turquía. Turquía exigió que los visitantes del sitio llevaran pasaportes. Sin embargo, hasta la fecha no hay evidencia de que otros países, incluida Siria, hayan apoyado públicamente esta posición.
La posición siria es que en la primera reubicación renunció a cualquier derecho turco sobre la soberanía del sitio, y la última reubicación de la tumba en febrero de 2015 (a su tercera ubicación) es una violación del Tratado de Ankara.

## Primera reubicación

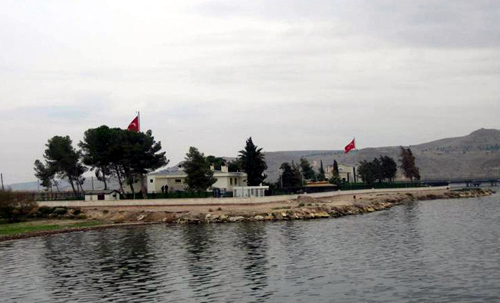
Vista de la tumba de Solimán Schah en su segunda ubicación (1973 - febrero de 2015).

En 1973, el área alrededor del castillo Qal'at Ja'bar, con la ubicación de la tumba, se inundó cuando la presa de Tabqa crearía el lago al-Asad.
La tumba, por acuerdo entre Turquía y Siria, se trasladó luego a una nueva ubicación en 36°38′22″N 38°12′27″E / 36.63944, 38.20750, a unos 85 kilómetros al norte, pero también en la ribera del río Éufrates y también en Siria, a 10 km al noroeste de la ciudad de Sarrin, en la gobernación de Alepo, ya a unos 27 km de la frontera turca.
Hasta febrero de 2015, Turquía mantuvo en este sitio una pequeña presencia militar como guardia de honor.

## Eventos durante la guerra civil siria
El 5 de agosto de 2012, durante la guerra civil siria, el primer ministro turco, Recep Tayyip Erdoğan, declaró que «La tumba de Suleyman Schah [en Siria] y la tierra que la rodea son nuestro territorio. No podemos ignorar ningún acto desfavorable contra ese monumento, ya que sería un ataque a nuestro territorio, así como un ataque a tierra de la OTAN [...] Todos conocen su deber y seguirán haciendo lo que sea necesario.»

### Amenazas del EIIL
El 20 de marzo de 2014, el Estado Islámico (EIIL) amenazó con atacar el lugar de la tumba a menos que las tropas turcas que la custodiaban se retiraran en un plazo de tres días. El gobierno turco reaccionó declarando que tomaría represalias contra cualquier ataque de este tipo y no retiró sus guardias. Sin embargo, el ataque nunca no tuvo lugar. Debido a tales tensiones, la guarnición en la tumba aumentó a 38 hombres, en 2014 o antes.
El 27 de marzo de 2014, se publicaron grabaciones en YouTube de una conversación del 13 de marzo, probablemente grabada en la oficina del entonces ministro de Relaciones Exteriores de Turquía, Ahmet Davutoğlu, en la que participaron supuestamente Ahmet Davutoğlu, el subsecretario del Ministerio de Relaciones Exteriores Feridun Sinirlioğlu, entonces director de la Organización Nacional de Inteligencia (MİT), Hakan Fidan; y el subjefe del Estado Mayor General Yaşar Güler, discutiendo la posible intervención o incursión turca en Siria antes de las elecciones locales turcas del 30 de marzo.
Entre junio y septiembre de 2014, mientras el EIIL retuvo como rehenes a 49 miembros del personal del consulado turco durante la captura de Mosul, se corrió el rumor de que Turquía había aceptado retirarse de la tumba de Solimán Schah a cambio de la liberación de los rehenes.
El 30 de septiembre de 2014, el vice primer ministro turco, Bülent Arınç, dijo que los militantes del EIIL avanzaban hacia la tumba de Solimán Schah. Un informe anterior del periódico progubernamental Yeni Şafak, citando fuentes anónimas, afirmó que 1100 militantes del EIIL rodeaban la tumba. Sin embargo, el 1 de octubre, el presidente Erdoğan negó que el EIIL se hubiera acercado a la tumba.
El 2 de octubre de 2014, el Parlamento turco autorizó el uso de la fuerza militar turca contra el EIIL. Un argumento mencionado en el debate parlamentario fue el aumento de los riesgos de seguridad para la tumba de Solimán Schah.

### Segunda reubicación (2015)
A principios de 2015, según Al Jazeera, la tumba estaba rodeada por fuerzas del EIIL. Sin embargo, la BBC declaró que después de haber expulsado al EIIL de Kobane en enero de 2015, las fuerzas kurdas de las Unidades de Protección Popular (UPP) y los rebeldes sirios tomaron el control de varios pueblos que rodeaban la ubicación de la tumba.

#### Operación Shah Firat
En la noche del 21 al 22 de febrero de 2015, un convoy de 572 soldados turcos en 39 tanques y 57 vehículos blindados entró en Siria a través de Kobane para evacuar la guarnición militar turca de 38 hombres que custodiaba la tumba de Solimán Schah y trasladar los restos del mismo a un sitio diferente. Esos restos fueron trasladados a un sitio en Siria más cercano a la frontera en un área bajo control militar turco, después de lo cual se demolió el resto del antiguo mausoleo. Un soldado murió en la redada nocturna.
El EIIL no interfirió esta operación turca. Un funcionario kurdo sirio local dijo que los kurdos habían permitido que las fuerzas turcas cruzaran su territorio, pero el entonces primer ministro turco, Ahmet Davutoğlu, negó tal cooperación. El líder kurdo sirio Salih Muslim Muhammad reveló la estrecha colaboración de los kurdos sirios y las fuerzas turcas para esta operación, con una planificación detallada de alto nivel en Ankara, Turquía, y un seguimiento de la operación. La operación se desarrolló sin problemas y los coordinadores kurdos sirios abandonaron Ankara. Después de esta evacuación turca, titulada Operación Shah Firat, Al Jazeera asumió que la zona estaba «muy probablemente» bajo el control total del EIIL.

#### Nueva localización
Desde entonces, la tumba se ha ubicado en territorio controlado por Turquía a 180 metros dentro de Siria, justo al norte del pueblo sirio de Ashme, y a menos de 2 km al sureste del pueblo turco de Esmesi (Esmeler o Esme o Eshme) en el extremo sur de distrito de Birecik, provincia de Sanliurfa, 5 km al este del Éufrates, 10 km al noreste de la ciudad siria de Yarábulus y 22 km al oeste de Kobane.
El ministro de Relaciones Exteriores de Turquía ha declarado que la reubicación es solo una medida temporal y que no constituye ningún cambio en el estado de la tumba. El gobierno sirio dijo que la redada fue un acto de «agresión flagrante» y que responsabilizaría a Ankara por sus repercusiones.

#### Retorno
El 2 de abril de 2018, el vice primer ministro de Turquía, Fikri Işık, declaró que la tumba se trasladaría a su ubicación original en el norte de Siria.